# Neo-punk
Neo-punk – pojęcie obejmujące współczesne podgatunki muzyki punkowej, wyrosłe bądź rozpowszechnione na fali popularności pop punku, na przykład: emo, garage punk, metal punk, noise punk, neo-hardcore, punk chrześcijański, political punk, street punk oraz współczesne zespoły grające protopunk i psychobilly.
Termin neo-punk bywa też synonimem podgatunku pop punk.